# Ferussaciidae
Ferussaciidae Bourguignat, 1883 è una famiglia di molluschi gasteropodi polmonati terrestri della superfamiglia Achatinoidea. Questa famiglia non ha sottofamiglie.
Il nome Ferussaciidae risale al 1883 ed è quindi più recente del nome della famiglia Cecilioididae, risalente al 1864, ma quest'ultimo è stato dichiarato nomen oblitum perché non è stato utilizzato per oltre 100 anni. Ferussaciidae è stato dichiarato nomen protectum.

## Distribuzione e habitat
La distribuzione dei Ferussaciidae comprende l'Africa, l'Europa e il Vicino Oriente, le Americhe tropicali, le Hawaii e l'Asia tropicale.

## Documentazione fossile
Cecilioides sommeri è il più antico fossile della famiglia, risalente al Paleocene medio e ritrovato nel territorio del Brasile (bacino di Itaboraí).

## Anatomia
In questa famiglia, il numero di cromosomi aploidi è compreso tra 26 e 30.

## Tassonomia
I generi della famiglia sono:
- Amphorella
- Calaxis
- Cecilioides
- Coilostele
- Conollya
- Cylichnidia
- Digoniaxis
- Ferussacia
- Geostilbia
- Hohenwartiana
- Karolus
- Pseudocalaxis
- Sculptiferussacia